# Ectinorus simonsi
Ectinorus simonsi är en loppart som först beskrevs av Rothschild 1904.  Ectinorus simonsi ingår i släktet Ectinorus och familjen Rhopalopsyllidae. Inga underarter finns listade i Catalogue of Life.